# Надуда, Олег Николаевич
Оле́г Никола́евич Наду́да (укр. Олег Миколайович Надуда; род. 23 февраля 1971, Киев) — советский и украинский футболист, полузащитник. Выступал за сборную Украины.

## Карьера

### Карьера в клубе
Профессиональную карьеру начал в киевском СКА. Затем хорошо зарекомендовал себя в винницком клубе «Нива», куда перешёл в 1992 году.
В 1994 году был приглашён в московский «Спартак».
В сезоне 1994/95 провёл 3 матча в Лиге чемпионов.
В 1995 году получил травму мышцы живота и по совету Вячеслава Грозного поехал в Израиль для поддержания формы, где подписал контракт с клубом «Маккаби» (Герцлия).

### Карьера в сборной
Единственный матч за сборную Украины сыграл 26 апреля 1995 года на стадионе «Кадриорг» против сборной Эстонии (1:0). Это был матч 4-й группы отборочного турнира X чемпионата Европы (1996). В матче представлял цвета московского «Спартака». На 69-й минуте матча получил жёлтую карточку. На 85-й минуте был заменён Александром Евтушком.

### Тренерская карьера
С 2007 года — главный тренер клуба «Арсенал» из города Белая Церковь. В 2010 году входил в тренерский штаб Вячеслава Грозного в киевском «Арсенале» в качестве тренера полузащитников.

## Достижения
- Чемпион России: 1994
- Победитель Первой лиги Украины: 1992/93